# Alignan-du-Vent
Alignan-du-Vent [ali.ɲɑ̃ du vɑ̃] est une commune française située dans le sud du département de l'Hérault, en région Occitanie.
Exposée à un climat méditerranéen, elle est drainée par la Thongue, le ruisseau de Saint-Martial et par divers autres petits cours d'eau.
Alignan-du-Vent est une commune rurale qui compte 1 761 habitants en 2022, après avoir connu une forte hausse de la population depuis 1975. Elle fait partie de l'aire d'attraction de Béziers. Ses habitants sont appelés les Alignanais et Alignanaises.

## Géographie

### Localisation
Alignan-du-Vent est située au cœur du vignoble languedocien, à une vingtaine de kilomètres de la Méditerranée, à 7,3 km de Pézenas, 22 km de Béziers et de Agde.

### Communes limitrophes
Les communes limitrophes sont  Abeilhan, Caux, Margon, Pézenas, Roujan, Servian et Tourbes.
| Roujan (4.82 / 5,38 km) Margon (3.46 / 3,81 km) Pouzolles (5.33 / 6,56 km)       | Neffiès (7.21 / 8,98 km)       | Caux (4.75 / 7,52 km) Nizas (7.20 / 11,54 km) Lézignan-la-Cèbe (8.22 / 11,54 km) |
| Magalas (9.69 / 11,96 km)                                                        | Alignan-du-Vent                | Aumes (9.93 / 12,90 km)                                                          |
| Puissalicon (8.70 / 11,13 km) Abeilhan (4.49 / 5,06 km) Servian (5.93 / 7,14 km) | Portiragnes (18.50 / 26,25 km) | Pézenas (6.58 / 7,24 km) Tourbes (4.14 / 5,27 km) Valros (5.88 / 6,91 km)        |

### Climat
Pour des articles plus généraux, voir Climat de l'Occitanie et Climat de l'Hérault.
En 2010, le climat de la commune est de type climat méditerranéen franc, selon une étude s'appuyant sur une série de données couvrant la période 1971-2000. En 2020, Météo-France publie une typologie des climats de la France métropolitaine dans laquelle la commune est exposée à un climat méditerranéen et est dans la région climatique Provence, Languedoc-Roussillon, caractérisée par une pluviométrie faible en été, un très bon ensoleillement (2 600 h/an), un été chaud (21,5 °C), un air très sec en été, sec en toutes saisons, des vents forts (fréquence de 40 à 50 % de vents > 5 m/s) et peu de brouillards.
Pour la période 1971-2000, la température annuelle moyenne est de 14,4 °C, avec une amplitude thermique annuelle de 16,1 °C. Le cumul annuel moyen de précipitations est de 651 mm, avec 5,9 jours de précipitations en janvier et 2,6 jours en juillet. Pour la période 1991-2020, la température moyenne annuelle observée sur la station météorologique la plus proche, située sur la commune de Tourbes à 4 km à vol d'oiseau, est de 15,2 °C et le cumul annuel moyen de précipitations est de 607,5 mm,. Pour l'avenir, les paramètres climatiques de la commune estimés pour 2050 selon différents scénarios d’émission de gaz à effet de serre sont consultables sur un site dédié publié par Météo-France en novembre 2022.

### Milieux naturels et biodiversité
Aucun espace naturel présentant un intérêt patrimonial n'est recensé sur la commune dans l'inventaire national du patrimoine naturel,,.

## Urbanisme

### Typologie
Au 1er janvier 2024, Alignan-du-Vent est catégorisée bourg rural, selon la nouvelle grille communale de densité à sept niveaux définie par l'Insee en 2022.
Elle est située hors unité urbaine. Par ailleurs la commune fait partie de l'aire d'attraction de Béziers, dont elle est une commune de la couronne,. Cette aire, qui regroupe 53 communes, est catégorisée dans les aires de 50 000 à moins de 200 000 habitants,.

### Occupation des sols
L'occupation des sols de la commune, telle qu'elle ressort de la base de données européenne d’occupation biophysique des sols Corine Land Cover (CLC), est marquée par l'importance des territoires agricoles (95,2 % en 2018), une proportion sensiblement équivalente à celle de 1990 (95,8 %). La répartition détaillée en 2018 est la suivante : 
cultures permanentes (95,2 %), zones urbanisées (4,8 %). L'évolution de l’occupation des sols de la commune et de ses infrastructures peut être observée sur les différentes représentations cartographiques du territoire : la carte de Cassini (XVIIIe siècle), la carte d'état-major (1820-1866) et les cartes ou photos aériennes de l'IGN pour la période actuelle (1950 à aujourd'hui).

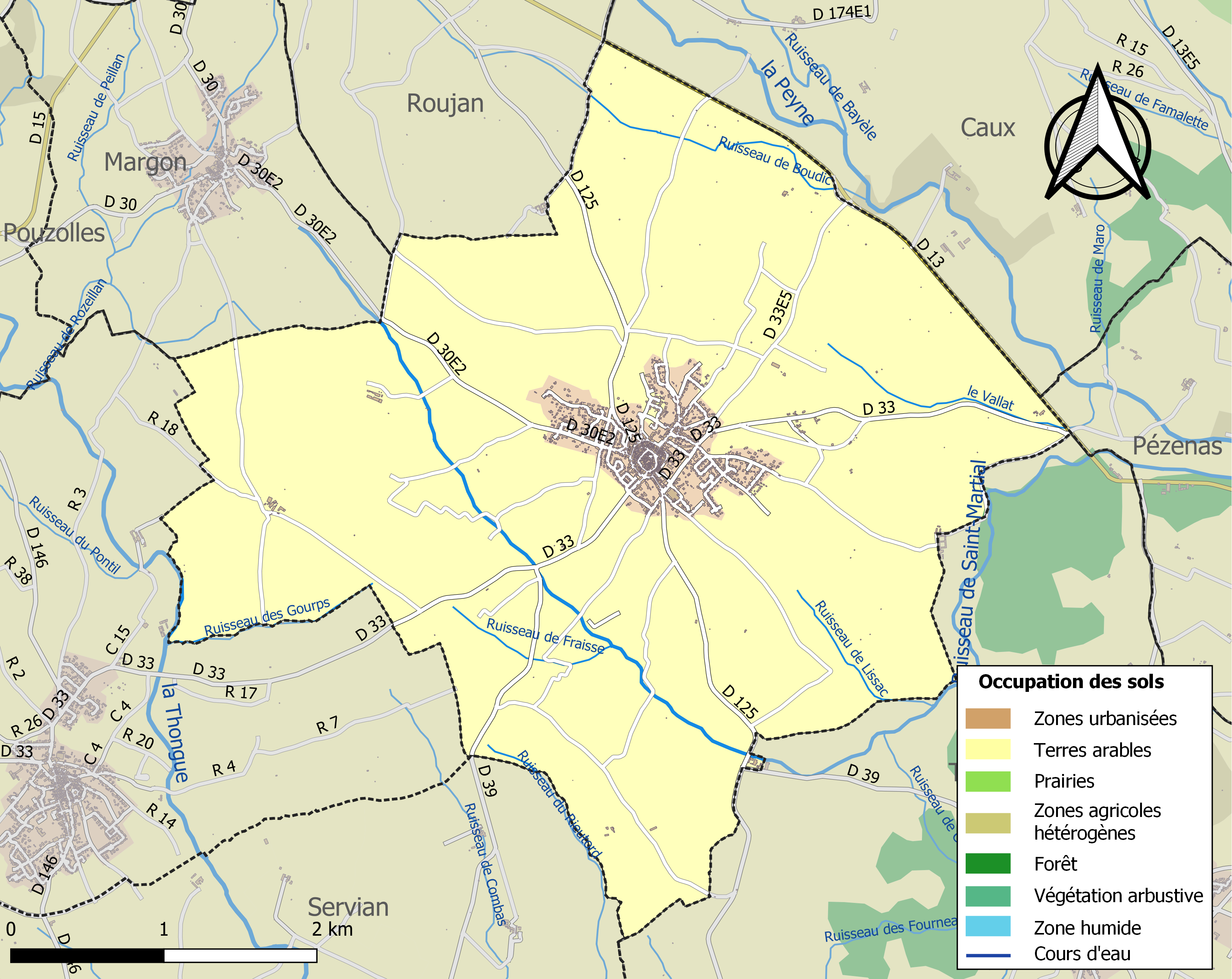
Carte des infrastructures et de l'occupation des sols de la commune en 2018 (CLC).

### Risques majeurs
Le territoire de la commune d'Alignan-du-Vent est vulnérable à différents aléas naturels : météorologiques (tempête, orage, neige, grand froid, canicule ou sécheresse) et séisme (sismicité faible). Il est également exposé à un risque technologique, la rupture d'un barrage. Un site publié par le BRGM permet d'évaluer simplement et rapidement les risques d'un bien localisé soit par son adresse soit par le numéro de sa parcelle.

#### Risques naturels
Alignan-du-Vent est exposée au risque de feu de forêt du fait de la présence sur son territoire. Un plan départemental de protection des forêts contre les incendies (PDPFCI) a été approuvé en juin 2013 et court jusqu'en 2022, où il doit être renouvelé. Les mesures individuelles de prévention contre les incendies sont précisées par deux arrêtés préfectoraux et s’appliquent dans les zones exposées aux incendies de forêt et à moins de 200 mètres de celles-ci. L’arrêté du 25 avril 2002 réglemente l'emploi du feu en interdisant notamment d’apporter du feu, de fumer et de jeter des mégots de cigarette dans les espaces sensibles et sur les voies qui les traversent sous peine de sanctions. L'arrêté du 11 mars 2013 rend le débroussaillement obligatoire, incombant au propriétaire ou ayant droit,.

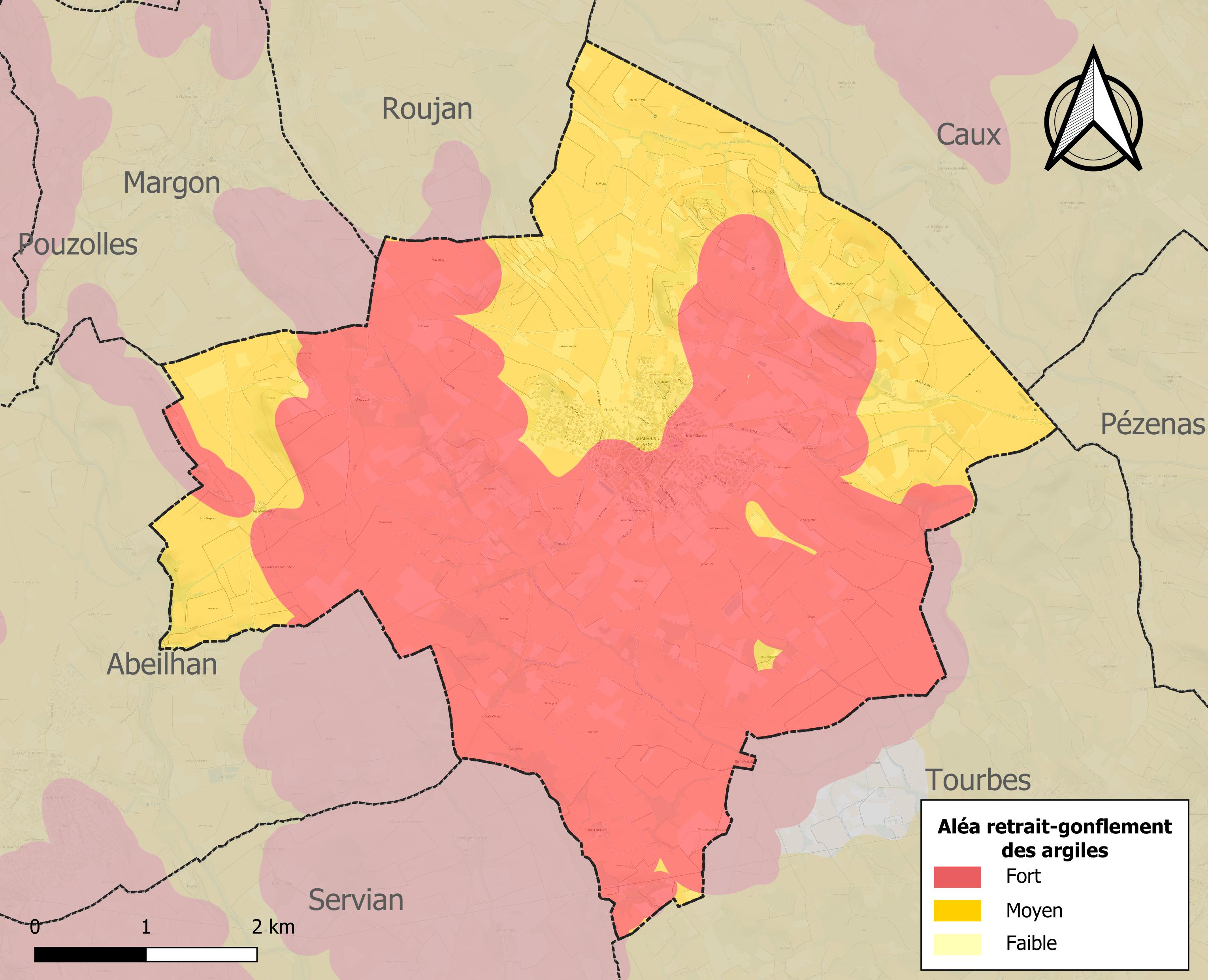
Carte des zones d'aléa retrait-gonflement des sols argileux d'Alignan-du-Vent.

Le retrait-gonflement des sols argileux est susceptible d'engendrer des dommages importants aux bâtiments en cas d’alternance de périodes de sécheresse et de pluie. La totalité de la commune est en aléa moyen ou fort (59,3 % au niveau départemental et 48,5 % au niveau national). Sur les 905 bâtiments dénombrés sur la commune en 2019, 905 sont en aléa moyen ou fort, soit 100 %, à comparer aux 85 % au niveau départemental et 54 % au niveau national. Une cartographie de l'exposition du territoire national au retrait gonflement des sols argileux est disponible sur le site du BRGM,.
Par ailleurs, afin de mieux appréhender le risque d’affaissement de terrain, l'inventaire national des cavités souterraines permet de localiser celles situées sur la commune.
La commune a été reconnue en état de catastrophe naturelle au titre des dommages causés par les inondations et coulées de boue survenues en 1982, 1986, 1987, 1989, 1996, 2014 et 2019. 

#### Risques technologiques
La commune est en outre située en aval du Barrage des Olivettes, un ouvrage de classe A sur la Peyne, mis en service en 1988 et disposant d'une retenue de 4,4 millions de mètres cubes. À ce titre elle est susceptible d’être touchée par l’onde de submersion consécutive à la rupture d'un de ces ouvrages.

## Toponymie
Le nom de la  localité est attesté sous les formes Sicarsi de Alinian en 1060 et en 1108, Alinia en 1127, de Alignano en 1153, Aliniana en 1183, Allinha del Ven en 1425, Linhanum Venti en 1518, puis Alignan du Vent en 1571.
Domaine gallo-romain : gentilice latin Alinnius + suffixe -anum.
Le rajout « du vent » lui permet de se différencier du village de Lignan-sur-Orb et de supposer la présence d'un moulin à vent qui a donné son nom à une éminence située au nord du village : le Puech Aligné. On appelait aussi les gens d'Alignan-du-Vent, « les mal coiffés ».
Sous l'Ancien Régime, Alignan-du-Vent est aussi identifiée sous la variante Alignant en 1709. C’est ainsi que le nom de la ville perpétue grâce à la descendance des ALIGAN, famille de vignerons, installée principalement sur Sérignan, proche de Béziers dans l’Hérault.
Alinhan del Vent se prononce [ali.'ɲan dɛl 'βent] en occitan.

## Histoire
Néolithique
Alignan-du-Vent est une commune qui se situe dans une région néolithique reconnue par les sites des Vautes (près de Montpellier), ou de Saint-Jean.
Époque romaine
C’est l’époque romaine qui vit naître la commune. Outre l’origine toponymique, certes incertaine mais traditionnellement retenue pour expliquer la naissance du village. Il existe de nombreux sites archéologiques datant de l’époque romaine (Camp Nègre, La Prade, Le Travers, Grauzan et Saint Jean). Au lieu-dit Camp Nègre a été trouvée la célèbre « urne » d’Alignan, aujourd’hui perdue. De récentes recherches menées par Ghislain Bagan ont mis au jour des monnaies romaines ainsi qu’un fragment de rasoir en bronze de type unique en Gaule méridionale (mobilier conservé à la Maison du Patrimoine de Montagnac).
Moyen Âge
Au cours de la période médiévale, les habitants se regroupent autour du castrum, sous l'autorité des seigneurs de Servian. Le village se développe lentement, avec la construction des fortifications selon le schéma de circulade, avec la Tour wisigothe au centre. Rapidement, le village acquiert son église de style roman.

### Héraldique
|  | Les armoiries de Alignan-du-Vent se blasonnent ainsi : « D'or au pairle losangé d'argent et de gueules ». |

## Politique et administration

### Liste des maires

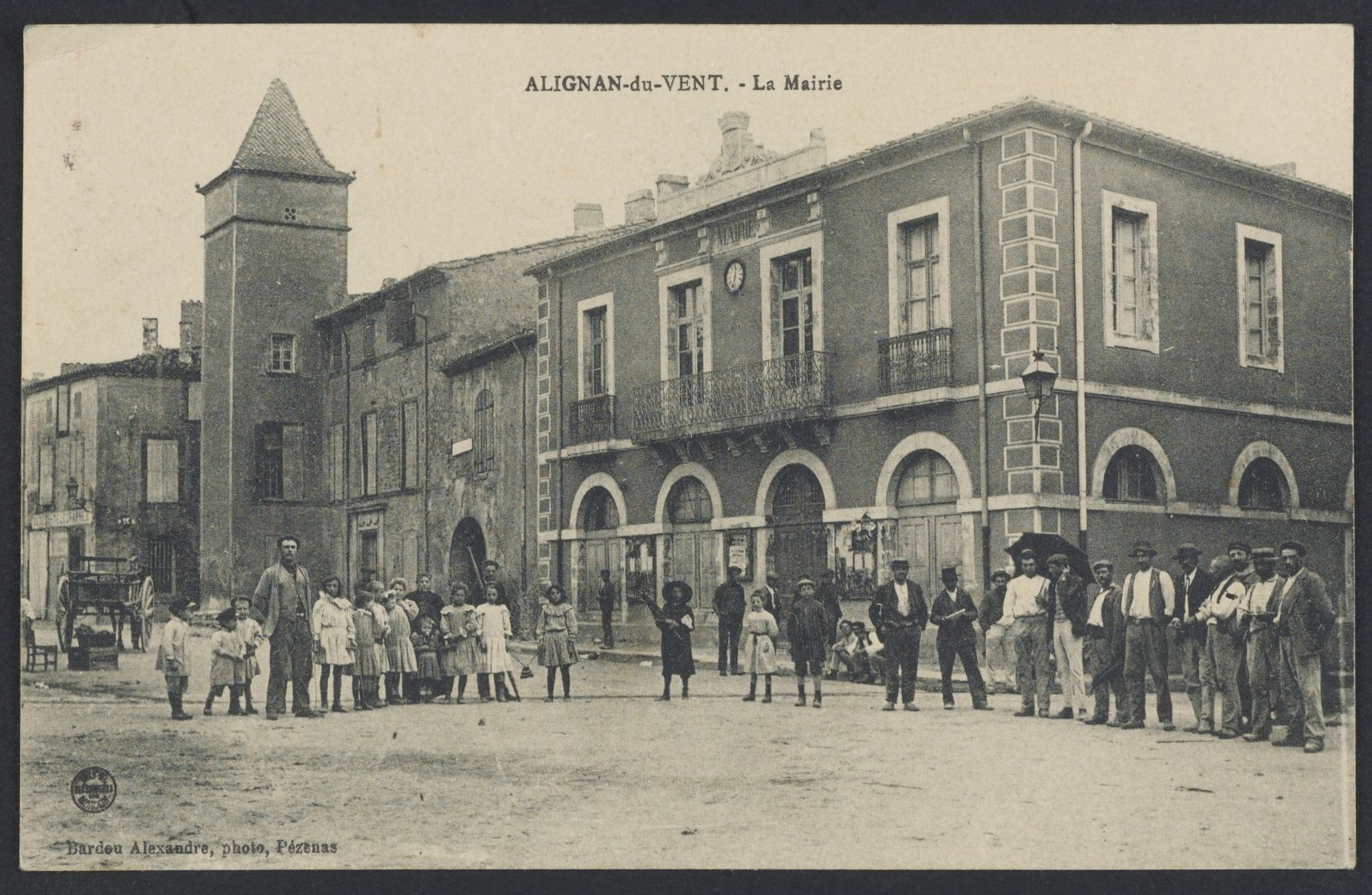
La Mairie en 1910.

| Période                                  | Période                    | Identité           | Étiquette      | Qualité                    |
| ---------------------------------------- | -------------------------- | ------------------ | -------------- | -------------------------- |
| 1947                                     | 1971                       | Jean Abbes         |                |                            |
| 1971                                     | 1981                       | Roger Bauzou       |                |                            |
| 1982                                     | mars 2001                  | Maurice Maillé     |                |                            |
| mars 2001                                | mars 2020                  | Régis Vidal        | Sans etiquette | Retraité Fonction publique |
| mars 2020                                | En cours (au 29 juin 2020) | Christophe Pastor, |                | Chef d’entreprise          |
| Les données manquantes sont à compléter. |                            |                    |                |                            |

## Démographie
L'évolution du nombre d'habitants est connue à travers les recensements de la population effectués dans la commune depuis 1793. Pour les communes de moins de 10 000 habitants, une enquête de recensement portant sur toute la population est réalisée tous les cinq ans, les populations de référence des années intermédiaires étant quant à elles estimées par interpolation ou extrapolation. Pour la commune, le premier recensement exhaustif entrant dans le cadre du nouveau dispositif a été réalisé en 2004.

En 2022, la commune comptait 1 761 habitants, en évolution de +1,85 % par rapport à 2016 (Hérault : +7,49 %, France hors Mayotte : +2,11 %).
| 1793 | 1800 | 1806 | 1821  | 1831  | 1836  | 1841  | 1846  | 1851  |
| ---- | ---- | ---- | ----- | ----- | ----- | ----- | ----- | ----- |
| 758  | 782  | 808  | 1 006 | 1 129 | 1 162 | 1 154 | 1 097 | 1 109 |

| 1856  | 1861  | 1866  | 1872  | 1876  | 1881  | 1886  | 1891  | 1896  |
| ----- | ----- | ----- | ----- | ----- | ----- | ----- | ----- | ----- |
| 1 159 | 1 239 | 1 198 | 1 205 | 1 213 | 1 181 | 1 139 | 1 238 | 1 284 |

| 1901  | 1906  | 1911  | 1921  | 1926  | 1931  | 1936  | 1946  | 1954  |
| ----- | ----- | ----- | ----- | ----- | ----- | ----- | ----- | ----- |
| 1 363 | 1 377 | 1 369 | 1 456 | 1 323 | 1 350 | 1 317 | 1 238 | 1 102 |

| 1962  | 1968  | 1975 | 1982  | 1990  | 1999  | 2004  | 2006  | 2009  |
| ----- | ----- | ---- | ----- | ----- | ----- | ----- | ----- | ----- |
| 1 084 | 1 039 | 912  | 1 022 | 1 110 | 1 134 | 1 264 | 1 317 | 1 518 |

| 2014  | 2019  | 2022  | - | - | - | - | - | - |
| ----- | ----- | ----- | - | - | - | - | - | - |
| 1 682 | 1 753 | 1 761 | - | - | - | - | - | - |

## Économie

### Revenus
En 2018  (données Insee publiées en septembre 2021), la commune compte 786 ménages fiscaux, regroupant 1 801 personnes. La médiane du revenu disponible par unité de consommation est de 21 070 € (20 330 € dans le département).

### Emploi
|                | 2008   | 2013   | 2018  |
| -------------- | ------ | ------ | ----- |
| Commune        | 8,2 %  | 12,6 % | 9,5 % |
| Département    | 10,1 % | 11,9 % | 12 %  |
| France entière | 8,3 %  | 10 %   | 10 %  |

En 2018, la population âgée de 15 à 64 ans s'élève à 997 personnes, parmi lesquelles on compte 75 % d'actifs (65,5 % ayant un emploi et 9,5 % de chômeurs) et 25 % d'inactifs,. Depuis 2008, le taux de chômage communal (au sens du recensement) des 15-64 ans est inférieur à celui de la France et du département.
La commune fait partie de la couronne de l'aire d'attraction de Béziers, du fait qu'au moins 15 % des actifs travaillent dans le pôle,. Elle compte 193 emplois en 2018, contre 207 en 2013 et 215 en 2008. Le nombre d'actifs ayant un emploi résidant dans la commune est de 665, soit un indicateur de concentration d'emploi de 29,1 % et un taux d'activité parmi les 15 ans ou plus de 52,2 %.
Sur ces 665 actifs de 15 ans ou plus ayant un emploi, 144 travaillent dans la commune, soit 22 % des habitants. Pour se rendre au travail, 87,4 % des habitants utilisent un véhicule personnel ou de fonction à quatre roues, 1,8 % les transports en commun, 6,6 % s'y rendent en deux-roues, à vélo ou à pied et 4,2 % n'ont pas besoin de transport (travail au domicile).

### Activités hors agriculture

#### Secteurs d'activités
113 établissements sont implantés  à Alignan-du-Vent au 31 décembre 2019. Le tableau ci-dessous en détaille le nombre par secteur d'activité et compare les ratios avec ceux du département,.
| Secteur d'activité                                                                                        | Commune | Commune | Département |
| Secteur d'activité                                                                                        | Nombre  | %       | %           |
| --- | ------- | ------- | ----------- |
| Ensemble                                                                                                  | 113     | 100 %   | (100 %)     |
| Industrie manufacturière, industries extractives et autres                                                | 12      | 10,6 %  | (6,7 %)     |
| Construction                                                                                              | 31      | 27,4 %  | (14,1 %)    |
| Commerce de gros et de détail, transports, hébergement et restauration                                    | 20      | 17,7 %  | (28 %)      |
| Information et communication                                                                              | 4       | 3,5 %   | (3,3 %)     |
| Activités financières et d'assurance                                                                      | 4       | 3,5 %   | (3,2 %)     |
| Activités immobilières                                                                                    | 7       | 6,2 %   | (5,3 %)     |
| Activités spécialisées, scientifiques et techniques et activités de services administratifs et de soutien | 14      | 12,4 %  | (17,1 %)    |
| Administration publique, enseignement, santé humaine et action sociale                                    | 13      | 11,5 %  | (14,2 %)    |
| Autres activités de services                                                                              | 8       | 7,1 %   | (8,1 %)     |

Le secteur de la construction est prépondérant sur la commune puisqu'il représente 27,4 % du nombre total d'établissements de la commune (31 sur les 113 entreprises implantées  à Alignan-du-Vent), contre 14,1 % au niveau départemental.

#### Entreprises et commerces
Les cinq entreprises ayant leur siège social sur le territoire communal qui génèrent le plus de chiffre d'affaires en 2020 sont : 
- SAS Alignan Du Vent Cepages, vinification (1 882 k€) ;
- HF Bouchard & Fils, commerce de gros (commerce interentreprises) de boissons (1 158 k€) ;
- Artus Films, édition et distribution vidéo (203 k€) ;
- MCS, travaux de montage de structures métalliques (189 k€) ;
- G&G Balayage, autres activités de nettoyage n.c.a. (167 k€).

### Agriculture
La commune est dans la « Plaine viticole », une petite région agricole occupant la bande côtière du département de l'Hérault. En 2020, l'orientation technico-économique de l'agriculture  sur la commune est la viticulture.
|               | 1988  | 2000  | 2010 | 2020 |
| ------------- | ----- | ----- | ---- | ---- |
| Exploitations | 171   | 128   | 103  | 91   |
| SAU (ha)      | 1 051 | 1 048 | 894  | 822  |

Le nombre d'exploitations agricoles en activité et ayant leur siège dans la commune est passé de 171 lors du recensement agricole de 1988  à 128 en 2000 puis à 103 en 2010 et enfin à 91 en 2020, soit une baisse de 47 % en 32 ans. Le même mouvement est observé à l'échelle du département qui a perdu pendant cette période 67 % de ses exploitations,. La surface agricole utilisée sur la commune a également diminué, passant de 1 051 ha en 1988 à 822 ha en 2020. Parallèlement la surface agricole utilisée moyenne par exploitation a augmenté, passant de 6 à 9 ha.

## Culture locale et patrimoine

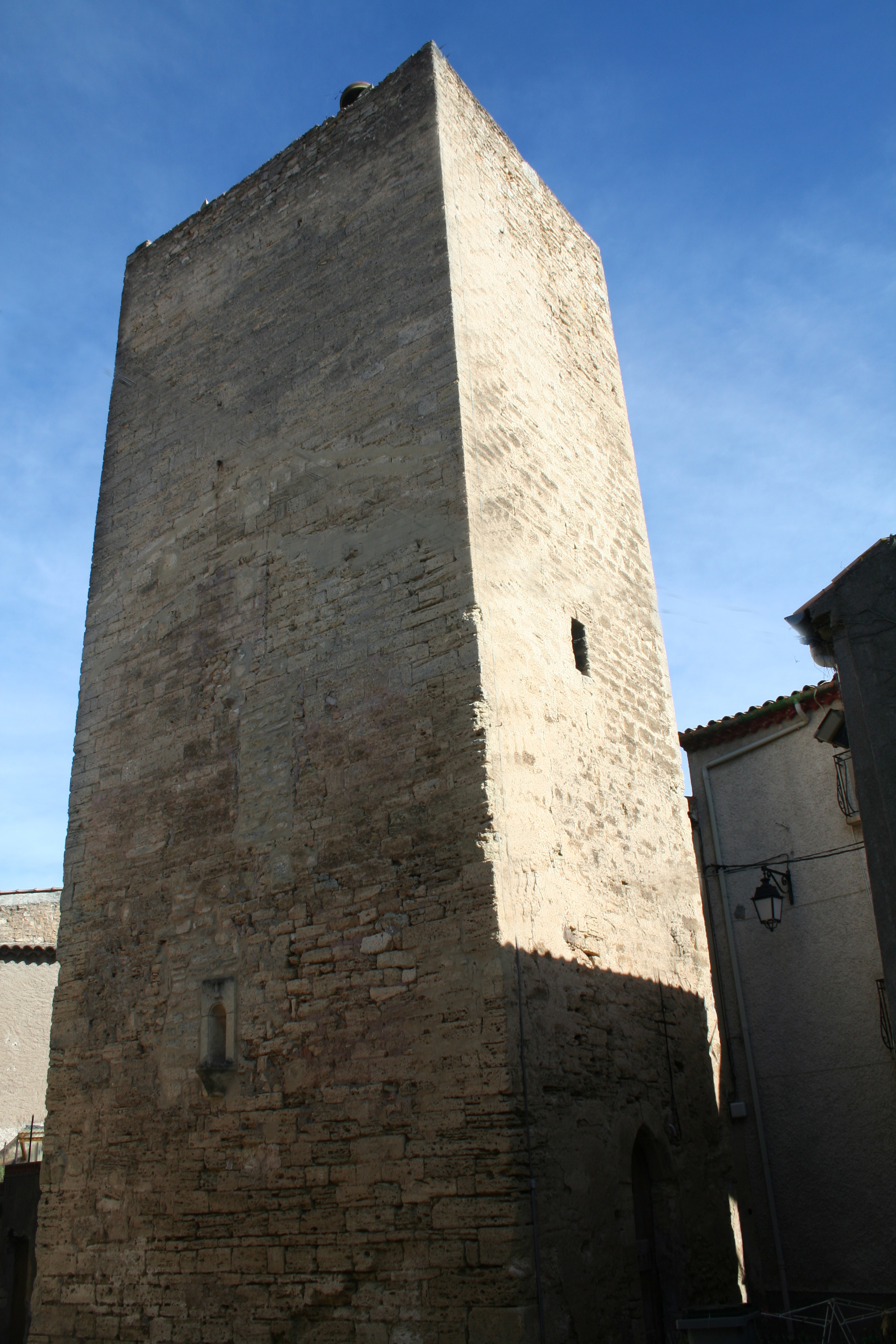
Tour.

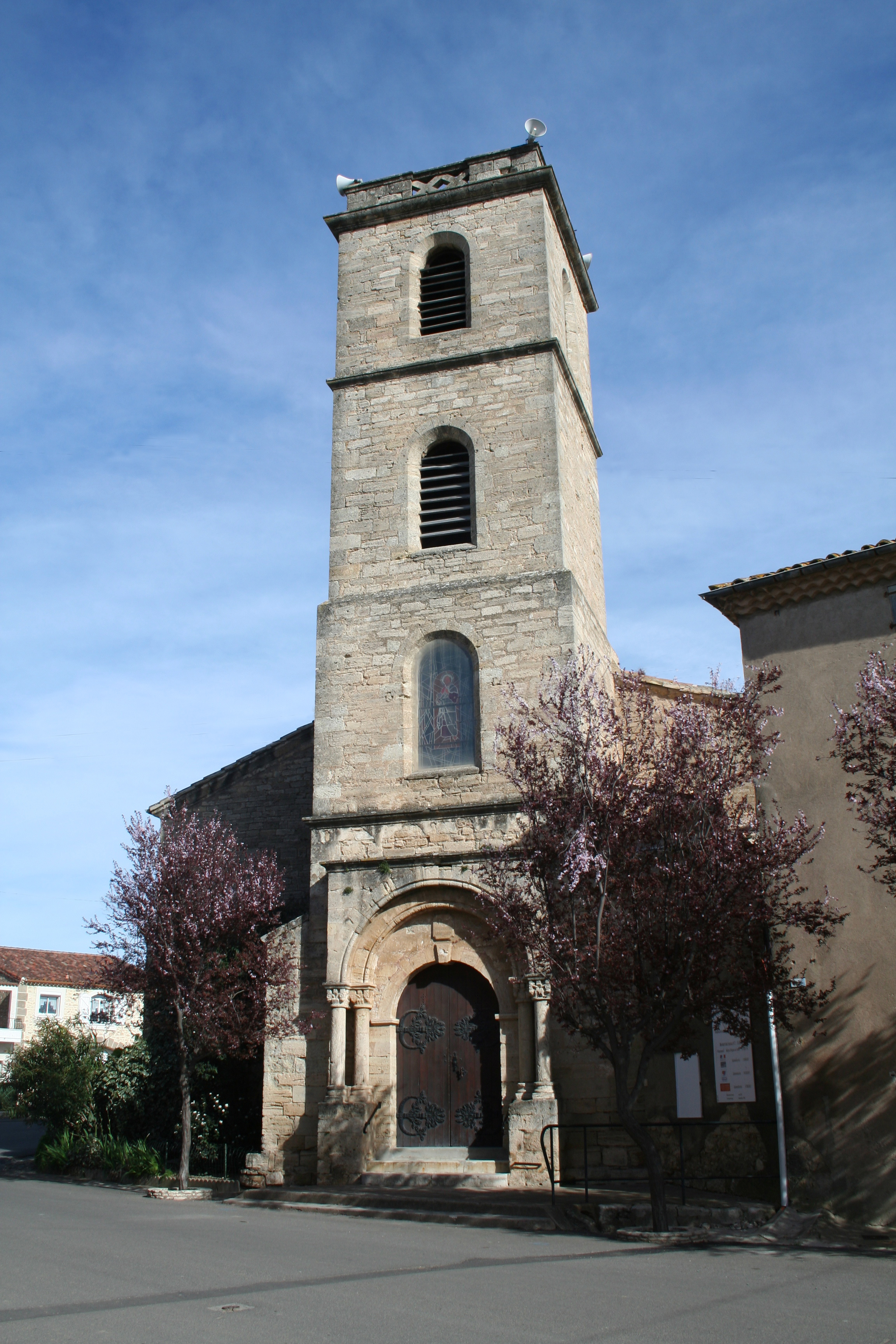
Église Saint-Martin.

### Lieux et monuments
XIe siècle
- La circulade avec sa porte fortifiée ;
- le château et village de Cayssan à présent détruits proches du prieuré de Saint-Martial.

XIIe siècle et Renaissance
- La tour médiévale (XIIe siècle), inscrite à l'inventaire des Monuments Historiques[36] ;
- l'église Saint-Martin, mentionnée dans une bulle du pape Eugène III en 1153, agrandie au XVIIe puis XIXe siècle. L'édifice a été inscrit au titre des monuments historiques en 1998[37] ;
- prieuré de Saint-Martial ;
- vestiges de l'église Sainte-Catherine ;
- ses maisons romanes et de la Renaissance ;
- la seigneurie de Peyrat, qui était probablement une « villa » à l’époque gallo-romaine a subi de nombreuses modifications au cours des siècles. Les bâtiments actuels datent du Moyen Âge (salle voûtée) et du XVIIe siècle.

XVIIe siècle
- La croix de Peyrat mentionnant en occitan le passage du roi Louis XIV sur la commune.

XIXe siècle
- Le moulin à vent (n'en reste que les ruines de la tour et accueille aujourd'hui le local d'accueil (caisse, garde-manger) de la piscine municipale) ;
- la pompe vieille de 1816.

XXe siècle
- La cave coopérative (1936) et son caveau.

### Culture
- « Le Poulain » (en occitan : Lou Pouli, en orthographe normalisée : Lo Polin). Le Poulain d’Alignan-du-Vent est un des animaux totémiques les plus connus de la région languedocienne. Le Poulain sort dès qu’il en a l’occasion : lors du carnaval, des rassemblements d’animaux totémiques et des brasucades de l’été…

### Personnalités liées à la commune
- Benoît d'Alignan (1190-11 janvier 1268), évêque de Marseille, parti en croisade en terre sainte ;
- Élisabeth d'Alignan, première abbesse de l'abbaye de Vignogoul ;
- Philippe Vincent Poitevin-Peitavi, né en 1742 et mort en 1818 à Alignan-du-Vent[38], avocat au barreau de Toulouse, mainteneur des Jeux Floraux de Toulouse en 1785 et secrétaire perpétuel à la renaissance de l'Académie des Jeux Floraux en 1806[39] ;
- Pierre Vidal (1818-1887), poète, auteur de Moun Pais et Tico Taco (en occitan) ;
- Léon Azéma (1888-1978), architecte, premier grand prix de Rome, co-bâtisseur du palais de Chaillot à Paris et de l'ossuaire de Douaumont, est né à Alignan-du-Vent le 20 janvier 1888 et y a passé son enfance[40]. En 2021, une plaque commémorative a été posée sur la façade de sa maison natale, rue de la Glacière, par l’association Les Amis d’Alignan-du-Vent, en présence de membres de sa famille[41].

### Fonds d'archives
- Fonds : Archives communales déposées d'Alignan-du-Vent (1353-1949) [3,84 ml].  Cote : 9 EDT. Montpellier : Archives départementales de l'Hérault (présentation en ligne).